# Eupolis
Eupolis (grekiska Εὔπολις) var en antik grekisk lustspelsförfattare, verksam i Aten under senare hälften av 400-talet f.Kr.
Eupolis ska redan vid sjutton års ålder ha uppfört sitt första drama, och räknas vid sidan av sin samtida Aristofanes som den som bragt den så kallade äldre attiska komedin till sin fulländning. Hans lustspel prisades för sin fantasirikedom, elegans och bitande kvickhet, men saknade inte den grovkornighet som var utmärkande för det äldre lustspelet.
Med Aristofanes delade Eupolis den konservativa riktningen och strävandet att med satirens vapen motverka de nya idéerna. De båda var i yngre år goda vänner och sägs ha skrivit flera stycken tillsammans, men vänskapen förbyttes dock senare i en missämja. De anklagade varandra ömsesidigt för plagiat, och ovänskapen visade sig även i deras författarskap genom bittra personliga utfall. Eupolis dog någon gång före det peloponnesiska krigets slut år 404 f.Kr.
De bibehållna fragmenten av Eupolis lustspel är utgivna av August Meineke i Græcorum comicorum fragmenta (1839–1857) och Theodor Kock i Comicorum atticorum fragmenta (1880–1888).